# Peter Harrold
Peter Jacob Harrold (Kirtland Hills, 8 giugno 1983) è un hockeista su ghiaccio statunitense professionista che gioca nel ruolo di difensore. Dalla stagione 2011-2012 gioca per i New Jersey Devils.

## Carriera
Dopo la laurea al Boston College venne ingaggiato dai Los Angeles Kings senza passare per il draft. Nelle sue prime due stagioni si alterna tra i californiani ed i Manchester Monarchs, squadra satellite dei Kings in AHL. Il 23 febbraio 2008 ha messo a segno il suo primo gol in NHL in una gara contro i Chicago Blackhawks.
Il 12 agosto 2011 è passato ai New Jersey Devils, firmando un contratto two-way che gli ha permesso di giocare anche con gli Albany Devils. Con la prima squadra ha anche disputato i playoff, giungendo sino in finale, dove però si sono imposti i Los Angeles Kings per 4-2.

## Palmarès

### Club
- Hockey East: 1

Boston College: 2004-2005

### Individuale
- AHL All-Star Classic: 2

2007, 2008
- NCAA (Hockey East) All-Academic Team: 3

2003-2004, 2004-2005, 2005-2006
- NCAA (Hockey East) First All-Star Team: 1

2005-2006